# Esocitosi
L'esocitosi è il processo cellulare con il quale la cellula riversa al suo esterno (ovvero nel liquido extracellulare) delle molecole accumulate all'interno di una vescicola, tramite la fusione di quest'ultima con la membrana plasmatica. Tale vescicola è limitata da una membrana e originata dall'apparato di Golgi per vescicolazione. 
Il suo contenuto può essere costituito da proteine, sintetizzate dai ribosomi legati al reticolo endoplasmatico rugoso (RER), all'interno del quale le proteine subiscono differenziazione per mezzo di aggiunta di gruppi glucidici e lipidici formando glicoproteine e lipoproteine che poi sono espulse tramite esocitosi, o molecole a basso peso molecolare, come i neurotrasmettitori sintetizzati nel citoplasma e immagazzinati nelle vescicole dette, in questo caso, sinaptiche tramite il trasporto attraverso la loro membrana per mezzo di specifici trasportatori proteici.

## Descrizione
L'esocitosi può essere costitutiva o regolata: 
1. Nell'esocitosi costitutiva, una volta formatasi la vescicola, quest'ultima viene immediatamente rilasciata dalla membrana che l'ha originata per fondersi con la membrana citoplasmatica per l'espulsione.
2. Nell'esocitosi regolata, una volta formatesi le vescicole, queste ultime prima di essere rilasciate definitivamente, serve un'ulteriore segnalazione (attivazione) di alcune proteine intrinseche della membrana della vescicola.

Dopo l'esocitosi, la membrana della vescicola vuota viene recuperata attraverso un processo di endocitosi e ritorna all'interno della terminazione, dove essa si fonde con membrane endosomiali più grandi. 
L'endosoma dà poi origine a nuove vescicole che captano il neurotrasmettitore dal citosol per mezzo di proteine trasportatrici specifiche, e vengono poi nuovamente ancorate in prossimità della membrana presinaptica.
Esempio:
L'esocitosi, secondaria a un aumento di calcio intracellulare, è il meccanismo principale alla base del rilascio dei neurotrasmettitori nel sistema nervoso centrale, nel sistema nervoso periferico, nelle cellule endocrine e nei mastociti. La secrezione di enzimi e di altre proteine da parte di ghiandole esocrine e gastrointestinali è fondamentalmente simile. 

## Farmaci
Vi sono pochi esempi di farmaci che influenzano il rilascio dei neurotrasmettitori attraverso l'interazione con proteine sinaptiche; un caso è rappresentato dalla neurotossina botulinica che produce i suoi effetti attraverso il taglio proteolitico di alcuni componenti di questo sistema.